# Иоанн Гиркан I
Иоанн Гиркан I или Иоханан Гиркан I (лат. Ioannes Hyrcanus, ивр. יוחנן הורקנוס‎, др.-греч. Ἰωάννης Ὑρκανός) — иудейский первосвященник и царь из династии Хасмонеев, правил с 134 по 104 годы до нашей эры.

## Жизнеописание
Иоханан Гиркан был третьим сыном Симона Хасмонея и племянником Иуды Маккавея. После смерти отца и старших братьев Иоханан Гиркан стал правителем (этнархом) и первосвященником Иудеи. После смерти Антиоха VII Сидета Иоанн добился полной независимости страны, что позволяет рассматривать его как первого царя из династии Хасмонеев.

## Правление

### Внешняя политика
На западе в 108 году до н. э. он завоевал Сихем и разрушил храм самаритян на горе Гаризим. Помимо этого, Иоанн разрушил здесь и греческие крепости, тем самым присоединив Самарию к Иудее.
На юге Иоанн захватывает Идумею, жителей которой насильно обращает в иудаизм. Иосиф Флавий об этих событиях сообщает так: «Затем Гиркан взял идумейские города Адару и Мариссу и, подчинив своей власти всех идумейцев, позволил им оставаться в стране, но с условием, чтобы они приняли обрезание и стали жить по законам иудейским. Идумейцы действительно из любви к отчизне приняли обряд обрезания и построили вообще всю свою жизнь по иудейскому образцу. С этого же времени они совершенно стали иудеями».
Помимо этого, Иоанн Гиркан начал завоевание Заиорданья, в том числе Моав. Для борьбы с Селевкидами Иоанн Гиркан установил связи с Римом и эллинистическими правителями Египта, заинтересованными в ослаблении селевкидской Сирии.

### Внутренняя политика
Во время правления Иоанна резко обострились противоречия между фарисеями и саддукеями. Первоначально Гиркан I поддерживал фарисеев, признававших его религиозный авторитет. Однако постепенно характер правления Иоанна начал вызывать у них негативную реакцию, вследствие чего царь-первосвященник сблизился с саддукеями.